# Kleine tubebij
De kleine tubebij (Stelis minuta) is een vliesvleugelig insect uit de familie Megachilidae. De wetenschappelijke naam van de soort is voor het eerst geldig gepubliceerd in 1825 door Lepeletier & Audinet-Serville.